# 44 Bootis
44 Bootis (44 Boo / i Bootis) es un sistema estelar triple en la constelación de Bootes, el boyero, situado al norte de Nekkar (β Bootis) y al sureste de Benetnasch (η Ursae Majoris). De magnitud aparente +4,83, se encuentra a 41,6 años luz de distancia del sistema solar.

## Sistema estelar
Las tres estrellas que componen el sistema tienen características físicas similares al Sol. 44 Bootis A se encuentra a una distancia media de 48,5 UA del sistema binario 44 Bootis BC, si bien la órbita es considerablemente excéntrica (e = 0,55). El período orbital es de 206 años y el plano orbital se halla inclinado 84° respecto al observador terrestre.

## Características de las componentes
44 Bootis A es una estrella amarilla de la secuencia principal de tipo espectral F5-G1Vn con una masa y diámetro igual o ligeramente superiores a los del Sol. Su luminosidad es un 14 % superior a la luminosidad solar.
44 Bootis B es una enana amarilla de tipo G2V con una masa igual a la masa solar, un radio entre el 87 y el 89 % del radio solar y una luminosidad equivalente al 54 % de la que tiene el Sol.
44 Bootis está clasificada como una variable eclipsante del tipo W Ursae Majoris. La componente B tiene una compañera espectroscópica suficientemente cercana para ser considerada una binaria de contacto; ello implica que ambas estrellas comparten la fotosfera, aunque cada una de ellas tenga un núcleo diferenciado.
Apenas separadas 0,008 UA —unas tres veces la distancia entre la Tierra y la Luna— se mueven en una órbita circular que completan cada 6,427 horas. Las estrellas A y B se eclipsan dos veces por vuelta, cada tres horas. Variaciones en la curva de luz de la binaria espectroscópica se achacan a la transferencia de masa desde una estrella a la otra.
La tercera componente, 44 Bootis C, posiblemente también sea una estrella de la secuencia principal de tipo espectral G.
Su luminosidad parece ser significativamente menor que la de 44 Bootis B.
La metalicidad —abundancia relativa de elementos más pesados que el helio— de este sistema es inferior a la solar ([Fe/H] = -0,19).
Su contenido de litio es algo superior al de nuestra estrella (logє[Li] = 1,95).
Por otra parte, no existe consenso en cuanto a su edad. Considerando su actividad en la región de rayos X, 44 Bootis parece ser un joven sistema de sólo 130 millones de años; sin embargo, si su edad se estima tomando como referencia su actividad cromosférica, esta puede ser de 1890 millones de años.